# La Virgen, Puebla
La Virgen är en ort i Mexiko.   Den ligger i kommunen Tlacotepec de Benito Juárez och delstaten Puebla, i den sydöstra delen av landet, 180 km sydost om huvudstaden Mexico City. La Virgen ligger 1 882 meter över havet och antalet invånare är 155.
Terrängen runt La Virgen är varierad. Runt La Virgen är det glesbefolkat, med 19 invånare per kvadratkilometer. Närmaste större samhälle är Santiago Miahuatlán, 19,8 km öster om La Virgen. Omgivningarna runt La Virgen är en mosaik av jordbruksmark och naturlig växtlighet.